# Elezioni regionali nel Lazio del 1980
Le elezioni regionali nel Lazio del 1980 si tennero l'8-9 giugno.

## Risultati elettorali
| Liste                                                  | Voti      | %     | Seggi |
| ------------------------------------------------------ | --------- | ----- | ----- |
| Democrazia Cristiana (DC)                              | 1.064.586 | 34,09 | 22    |
| Partito Comunista Italiano (PCI)                       | 959.401   | 30,73 | 19    |
| Partito Socialista Italiano (PSI)                      | 332.026   | 10,63 | 6     |
| Movimento Sociale Italiano - Destra Nazionale (MSI-DN) | 315.142   | 10,09 | 6     |
| Partito Socialista Democratico Italiano (PSDI)         | 165.054   | 5,29  | 3     |
| Partito Repubblicano Italiano (PRI)                    | 116.585   | 3,73  | 2     |
| Partito Liberale Italiano (PLI)                        | 83.453    | 2,67  | 1     |
| Partito di Unità Proletaria per il Comunismo (PdUP)    | 37.573    | 1,20  | 1     |
| Democrazia Proletaria (DP)                             | 36.823    | 1,18  | -     |
| Lista di Lotta                                         | 5.780     | 0,19  | -     |
| Alleanza Civica                                        | 3.863     | 0,12  | -     |
| Lega Socialista Rivoluzionaria (LSR)                   | 2.140     | 0,07  | -     |
| Totale                                                 | 3.122.426 |       | 60    |

| Riepilogo dei seggi | Riepilogo dei seggi | Riepilogo dei seggi | Riepilogo dei seggi | Riepilogo dei seggi | Riepilogo dei seggi | Riepilogo dei seggi |
| ------------------- | ------------------- | ------------------- | ------------------- | ------------------- | ------------------- | ------------------- |
|                     |                     |                     |                     |                     |                     |                     |
| PdUP                | 1                   | Nuovo               |                     | PCI                 | 19                  | ▼ 2                 |
| PSI                 | 6                   | ━                   |                     | PSDI                | 3                   | ━                   |
| PRI                 | 2                   | ━                   |                     | DC                  | 22                  | ▲ 2                 |
| PLI                 | 1                   | ━                   |                     | MSI-DN              | 6                   | ━                   |
| DP                  | 0                   | ▼ 1                 |                     |                     |                     |                     |

### Annotazioni
1. ↑  Lista legata all'Organizzazione Proletaria Romana[1]

### Fonti
1. ↑   Una storia anomala. Dall’Organizzazione Proletaria Romana alla Rete dei Comunisti, su retedeicomunisti.net. URL consultato il 27 giugno 2025.